# Tanné
In araldica, il tanné (a volte chiamato tenné o cannellato) è uno stain, uno smalto non standard, di colore marrone aranciato, nella tradizione araldica dell'Europa continentale.
Negli armoriali dei paesi anglofoni e del Sudafrica, tenné è l'arancione, come nello stemma del Dundee United Football Club (conosciuti infatti come the Tangerines), che è quarterly tenny and argent ('inquartato di tenné e argento').  Spesso il colore è blasonato come arancione, come nello stemma della scuola elementare di Oranjegloed in Sudafrica (five demi gyrons issuant orange). È stato usato in qualche stemma di unità militari e dipartimenti governativi del Sudafrica adottato prima del 1994, probabilmente poiché la bandiera nazionale era arancione, bianca e blu, e da persone e istituzioni del Free State, il vecchio Stato Libero dell'Orange.